# Kyra Carusa
Kyra Taylor Carusa (* 14. November 1995 in San Diego, Kalifornien) ist eine in den Vereinigten Staaten geborene irische Fußballnationalspielerin.

## Karriere

### Schulsport
Carusa kam während ihrer Zeit an der Del Norte High School im kalifornischen Crescent City mit dem Fußball(sport) in Berührung; für den San Diego Surf Soccer Club an ihrem seinerzeitigen Wohnort spielte sie ebenfalls. Anschließend, im Jahr 2014, begab sie sich nach Stanford für ein Studium im Hauptfach Humanbiologie an der Stanford University. Für das Sport-Team der Bildungseinrichtung, die Cardinal, kam sie im ersten Studienjahr nicht zum Einsatz, da sie sich im Frühjahr 2014 einen Bruch des Oberschenkelknochens zugezogen hatte. Als Redshirtneuling begann sie ab dem Spieljahr 2015 mit dem Spielbetrieb, an dem sie bis ins Spieljahr 2017 teilnahm. Sie bestritt in dieser Zeit 69 Meisterschaftsspiele in der Pacific-12 Conference innerhalb der National Collegiate Athletic Association, in denen ihr 25 Tore gelangen. Nach Washington, D.C. gelangt, kam sie im Spieljahr 2018 für die Hoyas, dem Sport-Team der Georgetown University, in der Big East Conference in 25 Meisterschaftsspielen zum Einsatz, in denen sie zehn Tore erzielte.

### Vereine
Im April 2019 unterschrieb sie dann in Frankreich mit Le Havre ihren ersten Profi-Vertrag. Für den Zweitligisten bestritt sie drei Punktspiele, in denen sie drei Tore erzielte. Im Februar 2020 schloss sie sich während eines Trainingslagers in Spanien dem dänischen Erstligisten HB Køge an, für den sie vom 6. Juni 2020 bis zum 3. Dezember 2022 insgesamt 62 Punktspiele bestritt und 35 Tore erzielte.
Von Februar bis August 2023 bestritt sie elf Punktspiele für den englischen Zweitligisten London City Lionesses und erzielte ein Tor.
Seit August 2023 ist sie Vertragsspielerin des San Diego Wave FC, für den sie in der National Women’s Soccer League, die einzige Profiliga im US-amerikanischen Frauenfußball, in sieben Punktspielen der regulären Spielzeit zum Einsatz kam und als Erstplatzierter im Halbfinale der Play-offs mit 0:1 dem OL Reign unterlegen war.

### Nationalmannschaft
Nach Freigabe durch die FIFA durfte sie sich im Februar 2020 der Mannschaft um Trainerin Vera Pauw anschließen. Ihr erstes A-Länderspiel bestritt sie am 11. März 2020 in Budva im fünften Spiel der EM-Qualifikationsgruppe I beim 3:0-Sieg über die Nationalmannschaft Montenegros mit Einwechslung für Clare Shine in der 58. Minute.
In den folgenden Jahren bestritt sie weitere Länderspiele und nahm mit der A-Nationalmannschaft an der vom 20. Juli bis zum 20. August 2023 in Australien und Neuseeland ausgetragenen Weltmeisterschaft teil. Sie wurde in allen drei Spielen der Gruppe B eingesetzt und schied danach mit ihrer Mannschaft als Gruppenletzter aus dem Turnier aus. In der dem Turnier vorausgegangenen Qualifikation trug sie mit den am 25. und 30. November 2021 jeweils in Dublin ausgetragenen Länderspielen gegen die Nationalmannschaften der Slowakei und Georgiens bei. Im letztgenannten, beim 11:0-Sieg, erzielte sie mit ihrem Treffer zum 2:0 in der 21. Minute sogleich ihr erstes Länderspieltor. Als Gruppenzweiter setzte sich ihre Mannschaft am 11. Oktober 2022 in Glasgow gegen die Nationalmannschaft Schottlands in der zweiten Runde der Play-offs der Gruppenzweiten mit 1:0 durch, gleichbedeutend mit der ersten WM-Teilnahme, für die sie in den Kader berufen wurde.